# Лу Фэн
Лу Фэн (кит. упр. 陆锋, пиньинь Lu Feng; 10 декабря 2003) — китайский борец вольного стиля, участник Олимпийских игр 2024 года. 

## Карьера
Начал заниматься вольной борьбой в 2014 году. Во время спортивной карьеры получил травму поясницы. В середине июня 2023 года в Бишкеке, победив в финале Бегиджон Кулдашева из Узбекистана, стал победителем Первенства Азии U-23. 13 июля 2023 года в Будапеште, одолев в схватке за 3 место Митчелла Финсилвера из Израиля, стал обладателем бронзовой медали на турнире памяти Поляка Имре и Варги Яноша. 17 сентября 2023 года на чемпионате мира в Белграде дошёл до 1/8 финала, где со счётом 2:13 проиграл Хетагу Цаболову из Сербии, заняв итоговое 7 место. 19 апреля 2024 года в Бишкеке на азиатском квалификационном турнире в 1/4 финала уступил Бекзоду Абдурахманову и не завоевал Олимпийскую лицензию. 11 мая 2024 года в Стамбуле, проиграв на стадии 1/16 финала Франку Чамисо из Италии на мировом квалификационном турнире вновь остался без лицензии на Олимпиаду. 10 июля 2024 года стало известно, что Лу Фэн Объединенным миром борьбы из-за отказавшихся от выступления в Париже российских борцов, получил олимпийскую лицензию. 9 августа 2024 года в Париже на Олимпийских играх в 1/8 финала победил Амра Реду Хуссена из Египта, а в 1/4 финала уступил Виктору Рассадину из Таджикистана, заняв 8 место в итоговом протоколе.

## Личная жизнь
Он учится в Пекинском спортивном университете. 